# جغرافيا مالي

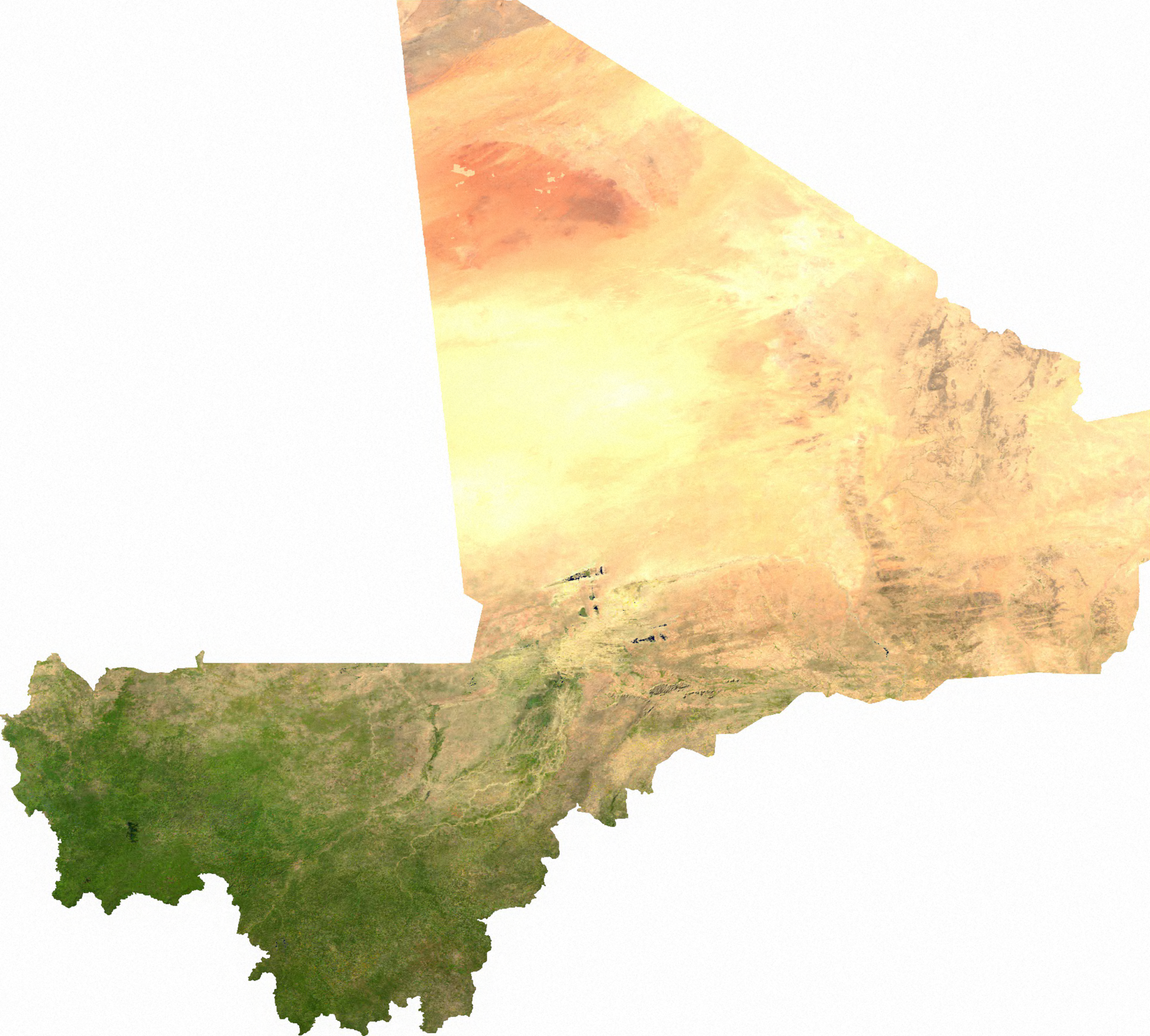
صورة مالي من الفضاء

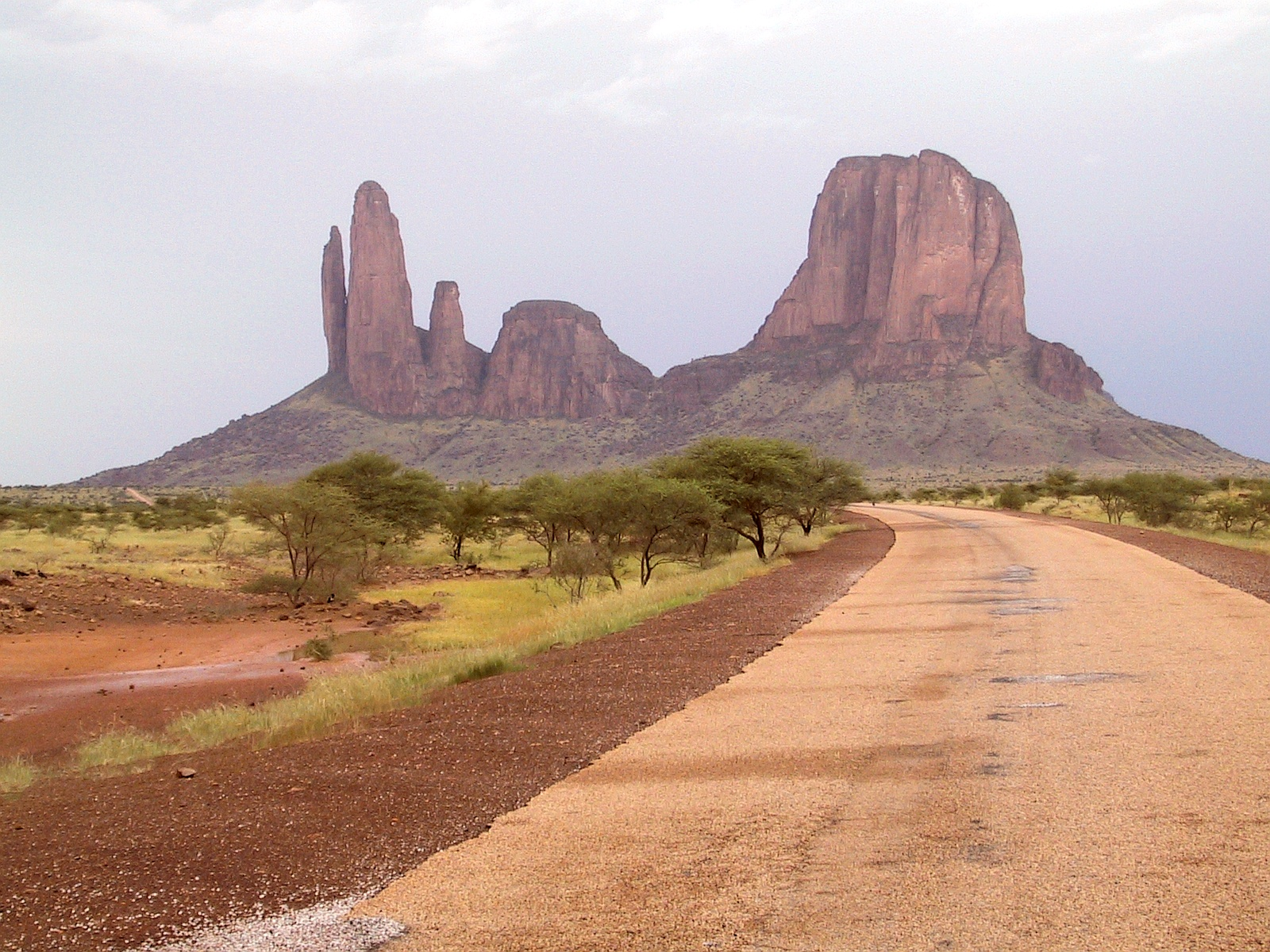
جبال في مالي

مالي قطر كبير في غرب أفريقيا. وتغطي الصحراء الكبرى النصف الشمالي منها في حين تمتد غطاءات الحشائش في بقية القطر. وتبلغ مساحة مالي 1,240,192 كم².
وهي دولة ضمن ما يعرف بدول الساحل وهذه المنطقة تضم بالإضافة إلى مالي كل من النيجر، بوركينافاسو وموريتانيا. يحد مالي شمالا الجزائر، شرقا النيجر، جنوبا بوركينا فاسو وساحل العاج وغينيا، أما غربا فتحدها كل من موريتانيا والسينغال.

## السطح
تنقسم مالي إلى ثلاثة أقاليم طبيعية. الصحاري القاحلة في الشمال، والسهول شبه الصحراوية في الوسط، وأراضي الحشائش المنبسطة في الجنوب. وتوجد مرتفعات جبلية قليلة في مالي، تصل أعلى قمة إلى نحو 1,155 م فوق مستوى سطح البحر وهي قمة جبل همبوري تندو في الجنوب.
ونهر السنغال ونهر النيجر هما النهران الرئيسيان في مالي حيث يعيش السكان في المدن والقرى الواقعة بالقرب من أوديتهما. ويجري نهر السنغال في الجنوب الغربي من مالي في حين يدخل نهر النيجر في أراضي مالي قرب باماكو، ثم يتجه نحو الشمال الشرقي في دلتا داخلية هي أكثر الأراضي خصوبة في مالي، وبعد ذلك ينحني النهر مكوِّنًا التواءً كبيرًا يُعرف بالتواء نهر النيجر، ومن ثم يتجه نحو مصبه في جنوب نيجيريا تاركًا خلفه شبكة من المصارف المائية والبحيرات في أراضي مالي. بدون الرى من نهر النيجر ونهر السنغال تصبح الزراعة مستحيلة وفي وسط مالى قاحلة بها شجيرات جافة واشواك.الأقاليم الشمالية الشرقية والجنوبية الغربية جبلية